# クリャーブ
クリャーブ (ロシア語: Куляб, タジク語: Кӯлоб, Kulob)は、タジキスタン共和国のハトロン州の都市。人口は105 800人(2022年)で同国でも有数の都市である。首都のドゥシャンベの南東203kmに位置する。タジキスタンの現職大統領エモマリ・ラフモンの生誕地である。

## 歴史
16世紀以降、ブハラ・ハン国の町としてハトロン(Khatlon)という名前であった。1750年、現在の名前に変わり、ブハラ・アミール国の重要な町であった。ソ連時代には工業都市としての性格を強めた。

## 姉妹都市
- ハマダーン, イラン